# Nikki Newman
Nikki Newman (geboren Nikki Reed) is een personage uit de Amerikaanse soapserie The Young and the Restless. De rol werd door actrice Erica Hope gespeeld van 1978 tot 1979 en werd toen vervangen door Melody Thomas Scott, die de rol nog steeds speelt.

## Personagebeschrijving
Sinds Nikki in 1978 werd geïntroduceerd in Genoa City is ze geëvolueerd van stripper en prostituee naar een vooraanstaand figuur in de betere kringen. Dit is grotendeels te danken aan haar huwelijken met rijke zakenmannen als Kevin Bancroft en Victor Newman, met deze laatste heeft ze twee kinderen; Victoria en Nicholas. Momenteel is ze de bedrijfsleider van Jabot Cosmetics.